# Shigeno Yasutsugu
Shigeno Yasutsugu (重野安繹) est un historien japonais né le 6 octobre 1827 et mort le 6 décembre 1910.
Il fait partie avec Hoshino Hisashi et Kume Kunitake des premiers historiens nommés à l'Institut historiographique de l'université de Tokyo.